# Эндобионты
Эндобионты (от «эндо» — внутри + бионт) — организмы, обитающие внутри тела другого живого организма. Эндоцитобионты — эндобионты, живущие в клетках другого существа.
Иногда эндобионты приносят хозяину более или менее значительный вред, то есть являются паразитами. В других случаях они полезны хозяину, иногда он без них не может существовать, тогда можно говорить о взаимовыгодном симбиозе — мутуализме.
Ряд эндобионтов могут являться клеточными паразитами. Интересно, что такие внутриклеточные паразиты обитают в клетках самых разнообразных животных, в том числе и человека, тогда как внутриклеточные симбионты встречаются у многих беспозвоночных, но у позвоночных обнаружены пока только у некоторых саламандр.
Многие эндобионты не встречаются вне тела чужого организма.